# Projeto Querino
Projeto Querino é um projeto jornalístico brasileiro, lançado em 2022. Propõe-se a trazer uma perspectiva afrocentrada da História do Brasil. Foi vencedor do Prêmio Vladimir Herzog, na categoria Áudio, em 2023.
O projeto é composto de uma série de podcasts, produzida pela Rádio Novelo, e de reportagens, publicadas na Piauí. O idealizador e apresentador do podcast é o jornalista Tiago Rogero; a equipe inteira contou com cerca de quarenta pessoas.

## Episódios
| Número | Título              | Subtítulo                                                                                  | Link |
| ------ | ------------------- | ------------------------------------------------------------------------------------------ | ---- |
| 1      | A grande aposta     | Os esqueletos no armário da Independência do Brasil                                        |      |
| 2      | O pecado original   | Um dos maiores (se não o maior) casos de corrupção sistêmica da História do Brasil         |      |
| 3      | Chove chuva         | A mais bela expressão da experiência humana a surgir deste lado do Oceano                  |      |
| 4      | O colono preto      | Vou aprender a ler para ensinar meus camaradas                                             |      |
| 5      | Os piores patrões   | A elite que não pode limpar o próprio banheiro nem numa pandemia                           |      |
| 6      | A cor dos faraós    | “Ficará a cor morena / De coroa e cetro na mão”                                            |      |
| 7      | Salve-se quem puder | Combinaram de nos matar. A gente combinamos de não morrer                                  |      |
| 8      | Democracia          | Liberdade que não veio do céu, nem das mãos de Isabel                                      |      |
| Extra  | Água e Fogo         | Tiago Rogero entrevista Nikole Hannah-Jones, a criadora do 1619 Project, do New York Times |      |